# Disney Character Voices International
Disney Character Voices International, Inc. (укр. Дісней Керакте Войсез Інтернешнл Інк., досл. «Міжнародні голоси персонажів Діснея») — корпоративний підрозділ The Walt Disney Company, головним чином відповідає за надання послуг у галузі перекладу і дубляжу для всіх виробничих служб Діснея, включаючи Walt Disney Studios Motion Pictures, Disney Music Group і Disney Media Distribution.

## Дубляжі, що здійснюються на постійній основі
- Арабська
- Болгарська
- В'єтнамська
- Грецька
- Грузинська
- Гінді
- Данська
- Естонська
- Іврит
- Індонезійська
- Ісландська
- Іспанська (Європа)
- Іспанська (Латинська Америка)
- Італійська
- Казахська
- Каталонська
- Китайська (Кантонський діалект)
- Китайська (Путунхуа)
- Китайська (Тайванський діалект)
- Корейська
- Латиська
- Литовська
- Малайська
- Німецька
- Нідерландська
- Норвезька
- Польська
- Португальська (Бразилія)
- Португальська (Португалія)
- Румунська
- Російська
- Сербська
- Словацька
- Словенська
- Тайська
- Турецька
- Угорська
- Українська
- Фінська
- Фламандська
- Французька (Канада)
- Французька (Європа)
- Хорватська
- Чеська
- Шведська
- Японська

### Дубляжі, що здійснюються періодично
- Аргентино-уругвайська іспанська (Піноккіо, Фантазія, Дамбо, Бембі, Суперсімейка, Курча Ціпа, Тачки, Рататуй)
- Гавайська
- Галісійська (Набалдашник і мітла)
- Зулу (Король Лев)
- Маорі (Ваяна)
- Німецька (Австрія) (Русалонька, У пошуках Немо, Курча Ціпа, Вперед і вгору, У пошуках Дорі)
- Таїтянська (Ваяна)

### Дубляжі, що здійснюються тільки для каналів Disney
- Бенгальська (Індія)
- Маратхі (Індія)
- Тамільська (Індія)
- Телугу (Індія)
- Урду (Індія і Пакистан)

## Неофіційні і напівофіційні дубляжі Disney
- Абазинська (Король Лев)
- Албанська (DigitalB)
- Арабська літературна (Jeem TV)
- Вірменська (Ardini Studio)
- Грузинська (Зачарована)
- Кабардино-черкесська
- Карачаєво-балкарська
- Кримськотатарська
- Ногайська
- Перська (Glory Entertainment)
- Російська (Red Head Sound, Flarrow Films)
- Сербська (Loudworks)
- Сингальська
- Тагальська (Synchresis)
- Узбецька (Король Лев)